# Klosters
Klosters (dal 1973 al 2020 ufficialmente Klosters-Serneus, toponimo tedesco; in romancio Claustra ) è un comune svizzero di 4 416 abitanti del Canton Grigioni, nella regione Prettigovia/Davos della quale è capoluogo.

## Geografia fisica
Nel paese fra il 1961 e il 1990 si è registrata una media di 145,6 giorni all'anno con più di un millimetro di pioggia.

## Storia
Nel 1865 ha inglobato il comune soppresso di Serneus e il 1° gennaio 2016 quello di Saas im Prättigau.

## Monumenti e luoghi d'interesse
- Chiesa riformata (già chiesa conventuale di Sankt Jakob) a Klosters Platz, eretta nel 1208-1222 con campanile del XIII secolo e coro del 1493[3];
- Chiesa cattolica di San Giuseppe, eretta nel 1921-1922 e ricostruita nel 1963[3].

## Società

### Evoluzione demografica
L'evoluzione demografica è riportata nella seguente tabella:
Abitanti censiti

### Lingue e dialetti
Già paese di lingua romancia, è stato germanizzato nel XVI secolo da coloni walser.

### Religione
Nel 2000 quasi due terzi della popolazione erano riformati, un quarto cattolici.

## Geografia antropica

### Frazioni

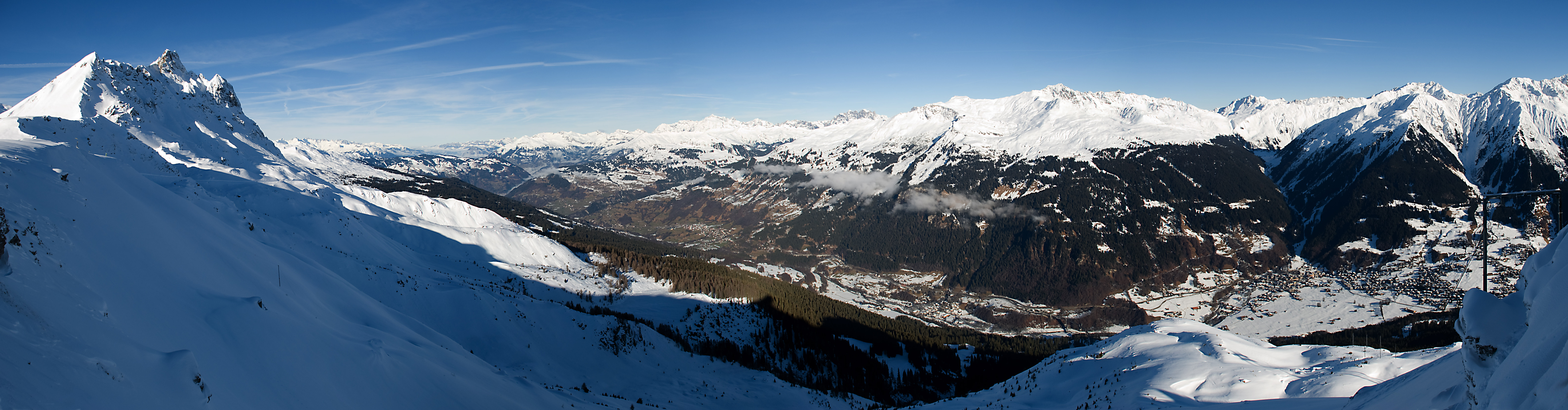
Serneus (al centro) e Klosters Dorf (a destra) viste dal Gotschnagrat

Le frazioni di Klosters sono:
- Äuja
- Klosters Dorf
- Klosters Platz
- Monbiel
- Selfranga
- Saas im Prättigau[6]
- Serneus[7]
  - Mezzaselva

## Economia

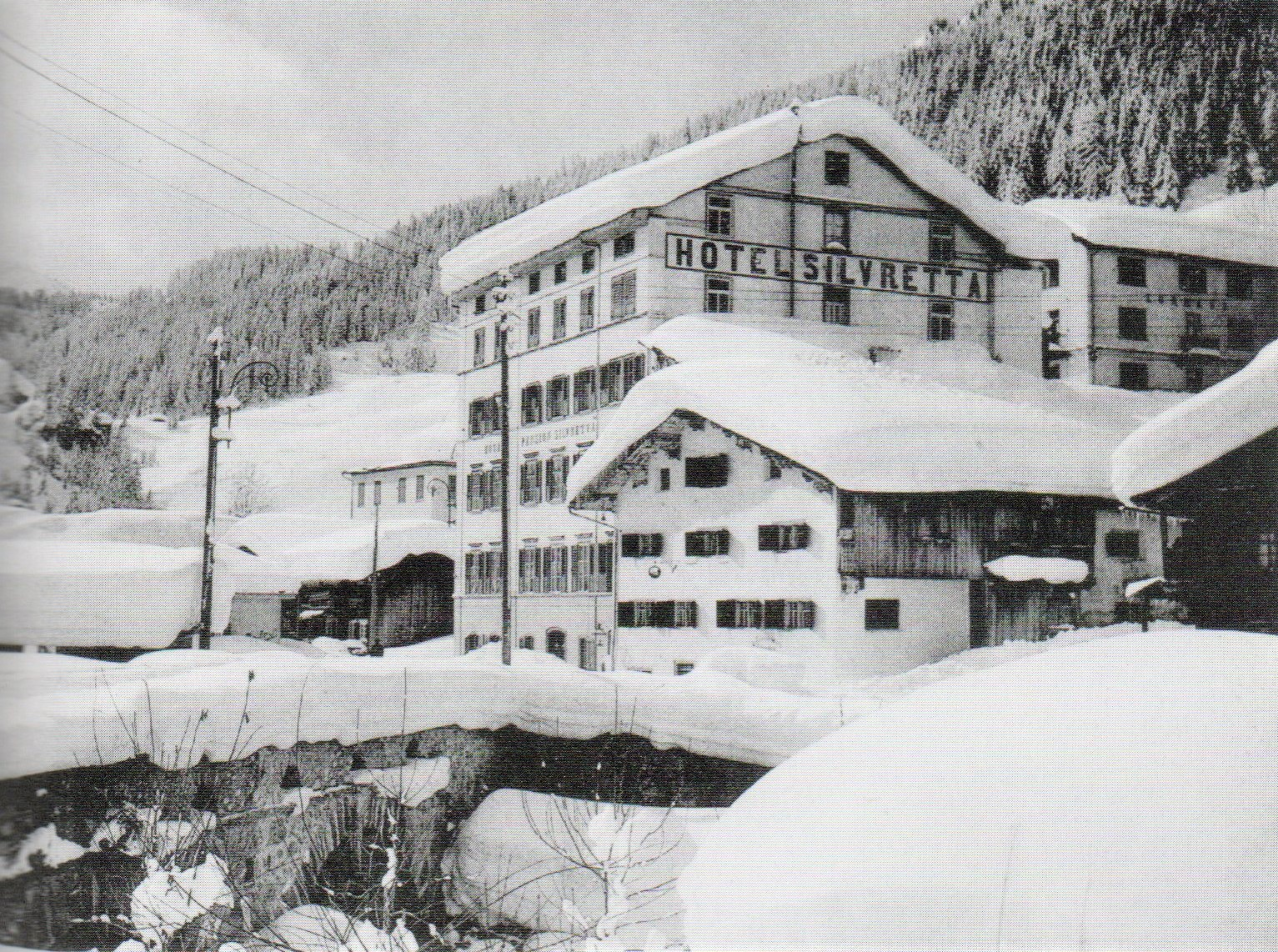
L'Hotel Silvretta nel 1900

Klosters è una località di villeggiatura sia estiva (stazione climatica sviluppatasi a partire dal 1870) sia invernale (stazione sciistica sviluppatasi a partire dal 1904).

## Infrastrutture e trasporti

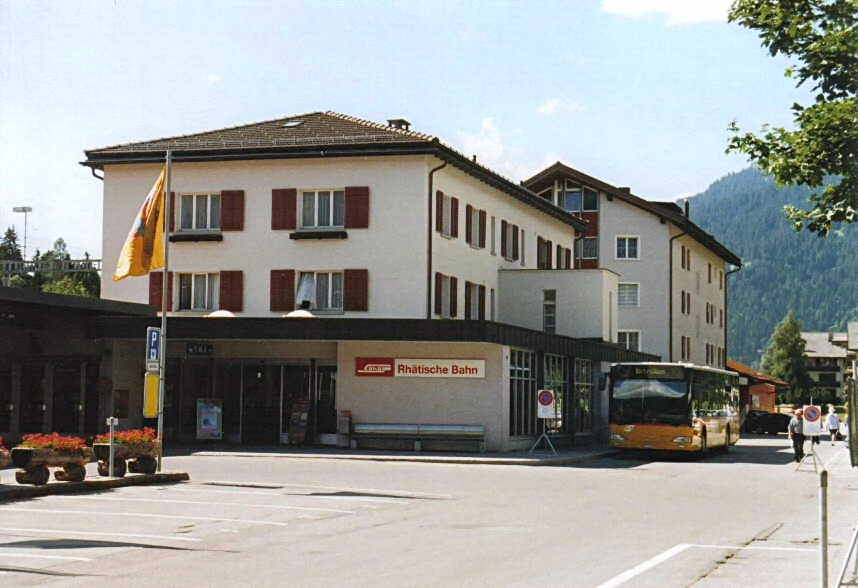
La stazione di Klosters Platz

Klosters è servito dalla stazione di Klosters Platz della Ferrovia Retica, sulla linea Landquart-Davos e capolinea della ferrovia del Vereina, e da quelle di Cavadürli, di Klosters Dorf, di Klosters Selfranga, di Saas im Prättigau e di Serneus.